# Max Planck
Max Planck   (Kiel, 23 d'abril de 1858 - Göttingen, 4 d'octubre de 1947) fou un físic alemany, considerat com el pare de la teoria quàntica i un dels físics més importants del segle xx, que va ser guardonat amb el Premi Nobel de Física l'any 1918.

## Biografia

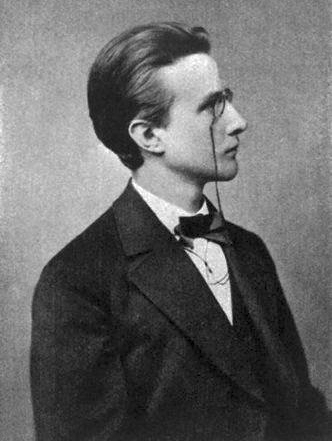
Un jove Planck durant la seva època d'estudiant (1878)

Planck era originari d'una família amb gran tradició acadèmica: el seu besavi Gottlieb Jakob Planck (1751-1833) i el seu avi Heirich Ludwig Planck (1785-1831) van ser professors de teologia a la universitat de Göttingen, el seu pare Wilhem Johann Julius von Planck (1817-1900) va ser professor de dret a Kiel i Múnic, el seu oncle Gottlieb Planck (1824-1907) va ser també jurista a Göttingen i un dels pares del Codi Civil d'Alemanya.
Va néixer el 23 d'abril de 1858 a Kiel, Holstein, del matrimoni de Julius Wilhem amb la seva segona esposa Emma Patzig (1821-1914). Va ser batejat amb com Karl Ernst Ludwig Marx Planck, d'aquests noms, Marx, una variant de Markus avui obsoleta o potser un error per Max que és una forma curta de Maximilian, va ser escollit com el nom principal. Però quan tenia deu anys ja signava amb el nom de Max que va utilitzar al llarg de tota la seva vida.
Tenia quatre germans (Hermann, Hildegard, Adalbert i Otto) i dos germanastres (Hugo i Emma), fills del seu pare amb la seva primera esposa. Va passar a Kiel els seus sis primers anys, un dels seus primers records era la marxa de les tropes prussianes i austríaques per la ciutat el 1864 durant la Guerra dels Ducats amb Dinamarca, el 1867 la seva família es va traslladar a Múnic on es va matricular en el Maximilians gymnasium (Institut Maximilians). Els seus companys de classe eren fills de famílies conegudes de Múnic. Entre ells es trobaven el fill del banquer Heinrich Merck, el futur matemàtic Walther von Dyck i Oskar Miller, fundador més endavant del Deutsches Museum. Als 16 anys va obtenir el seu Schulabschluss o graduació. Com mostrava talent per la música (tocava l'orgue, el piano i el violoncel), la filologia clàssica i les ciències, va dubtar a l'hora d'escollir la seva orientació acadèmica. En consultar al professor de física Philipp von Jolly aquest va respondre que en física l'essencial ja estava descobert, i que quedaven pocs buits per omplir, concepció que compartien molts altres físics del seu temps. Planck, que va respondre al seu professor que no tenia interès a descobrir nous mons sinó en comprendre els fonaments de la física, finalment es va decidir per aquesta matèria.
Planck es va matricular per al curs 1874/75 a la Facultat de Física de la Universitat de Múnic. Allà, sota la tutela del professor Jolly, Planck va portar a terme els seus propis experiments (per exemple sobre la difusió de l'hidrogen a través del platí calent) abans d'encaminar els seus estudis cap a la física teòrica. A més dels seus estudis, va ser membre del cor de la universitat on el 1876/77 va compondre una opereta titulada «Die Liebe im Walde» i el 1877 va realitzar amb altres dos companys un viatge per Itàlia. Visità Venècia, Florència, Gènova, Pavia, els estanys de Como i Lugano, el llac Maggiore, Brescia i el llac de Garda.
El curs 1877/78 el va realitzar a Berlín, a la Universitat Friedrich-Willhems, on va rebre les ensenyances dels cèlebres físics Hermann von Helmholtz i Gustav Kirchhoff. De Helmholtz va dir Planck que no preparava les classes, que constantment canviava el que estava escrit a la pissarra i que semblava tan avorrit com els estudiants. El resultat era que pocs estudiants anaven en la seva aula. Al final només van quedar tres estudiants, entre els quals hi havia el mateix Planck i el més tard astrònom Rudolf Lehmann-Filho. En canvi de Kirchhoff deia que les seves classes estaven preparades meticulosament, però que sovint resultaven àrides i monòtones, i que els estudiants admiraven l'orador, no el seu discurs. Malgrat aquesta opinió desfavorable sobre Helmholtz com a professor, va travar una amistat amb ell. En aquesta època es va dedicar paral·lelament pel seu compte a l'estudi de l'obra de Rudolf Clausius, que va admirar el seu discurs comprensible i la seva claredat, sobre els principis de la termodinàmica. Va ser en aquest tema en el qual va treballar per preparar la seva tesi de doctorat, que va dur per títol «Über den zweiten Hauptsatz der mechanischen Wärmetheorie» (Sobre el segon principi de la termodinàmica ) i que va presentar el 1879 a Múnic, amb 21 anys.
El juny del 1880 va presentar la tesi Gleichgewichtszustände isotroper Körper in verschiedenen Temperaturen (Estats d'equilibri dels cossos isotròpics a diferents temperatures) per tal d'obtenir l'habilitació per exercir a la universitat.
Amb la finalització de la seva tesi d'habilitació, Planck va tornar a la Universitat de Múnic on es va convertir en un professor no remunerat en espera que li oferissin un càrrec acadèmic. Tot i que inicialment va ser ignorat per la comunitat acadèmica, va basar el seu treball en el camp de la teoria de la calor i va descobrir un darrere l'altre els mateixos principis de la termodinàmica que Gibbs sense adonar-se'n. Les idees de Clausius sobre l'entropia van tenir un paper important en el seu treball.
L'abril del 1885 la Universitat de Kiel va nomenar Planck professor associat de física teòrica, durant aquesta època va continuar treballant sobre l'entropia, especialment en la seva aplicació a la química física i va proposar una explicació basada en la termodinàmica per a la teoria de Svante August Arrhenius sobre la dissociació química dels electròlits.
Quatre anys més tard, el 1889, va ser nomenat successor de Kirchhoff a la Universitat de Berlín, presumiblement gràcies a la intercessió de Helmholtz, i el 1892 es va convertir en professor a temps complet. El 1907, després de la mort de Boltzmann, Planck va rebre l'oferiment del càrrec que aquest havia ocupat a Viena, però ho va rebutjar per quedar-se a Berlín.
Des del 1905 fins al 1909, Planck va ser el cap de la Deutsche Physikalisches Gesellschaft (Societat Alemanya de Física). El 1913, es va posar al capdavant de la universitat de Berlín. El 1918 va rebre el Premi Nobel de física per la creació de la teoria sobre la mecànica quàntica. Des del 1930 fins al 1937, Planck va estar al capdavant de la Kaiser-Wilhelm-Gesellschaft zur Förderung der Wissenschaften (KWG, Societat de l'emperador Guillem per a l'Avanç de la Ciència).
Durant la Segona Guerra Mundial, Planck va intentar convèncer Adolf Hitler que perdonés els científics jueus. Després de la mort de Max Planck el 4 d'octubre de 1947 a Göttingen, la KWG es reanomenà com a Max-Planck-Gesellschaft zur Förderung der Wissenschaften (MPG, Societat Max Planck).
Els descobriments de Planck, que van ser verificats posteriorment per altres científics, van donar pas al naixement d'un camp totalment nou de la física, conegut com a mecànica quàntica i van proporcionar els fonaments per a la recerca en camps com el de l'energia atòmica. El 1905 va reconèixer la importància de les idees sobre la quantificació de la radiació electromagnètica exposades per Albert Einstein, amb qui va col·laborar al llarg de la seva carrera.

### Família
Planck es va casar el març del 1887 amb Marie Merck (1861-1909), germana d'un company de l'escola, i es va traslladar amb ella a un apartament subarrendat de Kiel. Van tenir quatre fills: Karl (1888-1916), les bessones Emma (1889-1919) i Grete (1889-1917), i Erwin (1893-1945).
A Berlín, la família Planck va viure a una vila a Grunewald, al número 21 del carrer Wangenheimstraße. D'altres professors de la Universitat de Berlín vivien a prop, com per exemple el teòleg Adolf von Harnack, que es va convertir en un amic íntim de Planck. Aviat la casa dels Planck es va convertir en un centre social i cultural. Nombrosos científics de renom, com Albert Einstein, Otto Hahn o Lise Meitner eren visitants habituals. D'altra banda, a la casa de Helmholtz s'havia establert la tradició de trobar-se per a fer música, actuant en aquesta concerts tot sovint el seu amic i compositor Karl Klingler.
Després d'uns anys feliços, el juliol de 1909 Marie Planck va morir, possiblement a causa de la tuberculosi. El març del 1911 Planck es va casar amb la seva segona dona, Marga von Hoesslin (1882-1948) i el desembre d'aquell any naixia el seu cinquè fill, Hermann (1911-1954).
Durant la Primera Guerra Mundial Erwin, el quart fill de Planck va ser fet presoner pels francesos el 1914, mentre que el seu fill gran, Karl, va morir en acció a la batalla de Verdun. Grete va morir el 1917 mentre donava a llum el seu primer fill i la seva germana va morir de la mateixa manera dos anys més tard, després d'haver-se casat amb el vidu de Grete. Les dues netes van sobreviure i van ser anomenades com les seves mares. Planck va suportar estoicament aquestes pèrdues.
El gener de 1945, Erwin, amb qui tenia una relació especialment estreta, va ser condemnat a mort pel Volksgerichtshof (Tribunal del poble) nazi per la seva participació en el complot del 20 de juliol de 1944 per assassinar Hitler. Erwin va ser executat el 23 de gener de 1945.

### Professor a la Universitat de Berlín
A Berlín, Planck va ingressar a la Societat de Física local. Més tard va escriure sobre aquest moment: "En aquell temps jo era essencialment l'únic físic teòric allà, les coses no van ser fàcils per a mi perquè vaig començar a esmentar l'entropia, però això no estava molt de moda, ja que es considerava com un fantasma matemàtic". Gràcies a la seva iniciativa, les diferents societats locals de física d'Alemanya es va fusionar el 1898 per formar la Deutsche Gesellschaft Physikalische, (DPG, Societat Alemanya de Física), Planck va ser-ne el president des del 1905 fins al 1909.
Planck va ser professor a Berlín durant 37 anys i va ser apreciat pels seus alumnes com a mestre, segons Lise Meitner "sec, una mica impersonal", "sense fer servir notes, sense cometre errors, mai vacil·lant, el millor professor que he escoltat mai". Però no va originar una veritable "escola" perquè havia pocs estudiants de postgrau, el nombre dels seus estudiants graduats va ser només de 20, entre ells:
1897 Max Abraham (1875–1922)
1904 Moritz Schlick (1882–1936), Fundador del Cercle de Viena
1906 Walther Meißner (1882–1974)
1906 Max von Laue (1879–1960), Premi Nobel de Física del 1914
1907 Fritz Reiche (1883–1960)
1912 Walter Schottky (1886–1976)
1914 Walther Bothe (1891–1957), Premi Nobel de Física del 1954

## Recerca científica

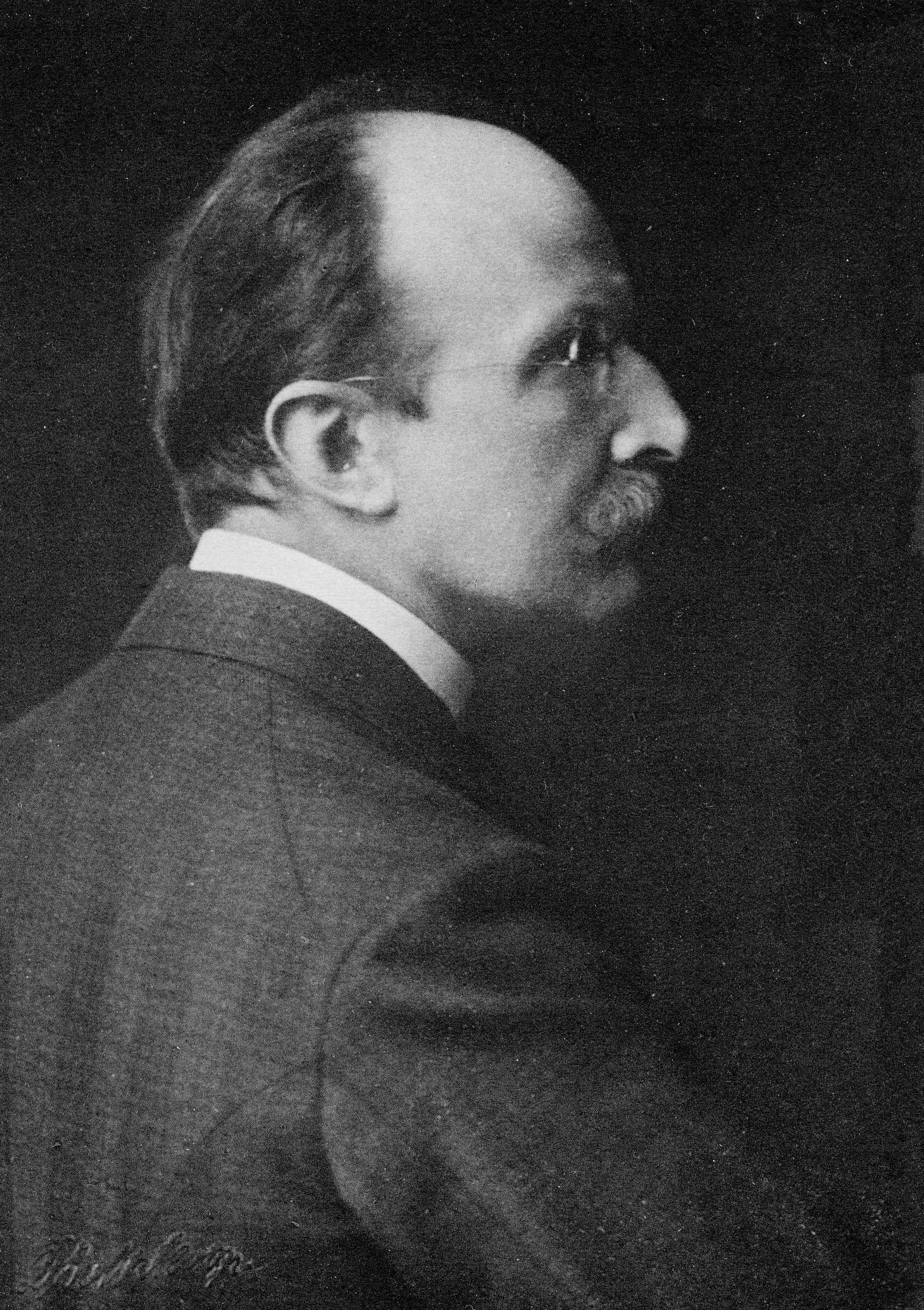
Fotografia de Planck de l'any 1918, quan va rebre el Premi Nobel de Física per la seva contribució a la mecànica quàntica.

El 1894 inicià les seves investigacions científiques al voltant de la radiació del cos negre, havia estat contractat per companyies elèctriques per tal de millorar el funcionament de la bombeta elèctrica, amb l'encàrrec d'aconseguir el màxim de llum amb el menor consum possible d'energia. El problema havia estat enunciat per Kirchhoff el 1859: "de quina manera la intensitat de la radiació electromagnètica emesa per un cos negre (un cos ideal capaç d'absorbir i emetre qualsevol tipus de radiació) depèn de la freqüència (és a dir, del color de la llum) i de la temperatura del cos?". El problema havia estat explorat de forma experimental, però no existia una formulació teòrica adient als resultats experimentals. Wilhelm Wien va proposar la coneguda com a llei de Wien, que va predir correctament el comportament a altes freqüències, però no en el cas de les freqüències baixes. La llei de Rayleigh-Jeans va ser un altre enfocament del problema, que tampoc no va reeixir completament en crear el que més tard va ser conegut com la catàstrofe ultraviolada, aquest problema associat a la llei de Rayleigh-Jeans no va ser una motivació per a Planck tot i que així ho afirmen molts llibres de text.
Planck va fer una primera proposta de solució al problema el 1899 que va ser seguida pel que Planck va anomenar el "principi del desordre elemental", cosa que li va permetre de millorar la llei de Wien i deduir-la a partir d'una sèrie de supòsits sobre l'entropia i d'un oscil·lador ideal, per això avui dia hi ha qui parla de la llei de Planck-Wien. Però per a frustració de Planck, aviat es va trobar que les evidències experimentals no confirmaven completament la seva reformulació de la llei de Wien. El novembre de 1900, Planck va revisar la seva primera aproximació basant-se en la interpretació estadística de Boltzmann de la segona llei de la termodinàmica com una manera d'obtenir una comprensió més fonamental dels principis que hi ha darrere de la llei de la radiació. Planck tenia profundes reserves a les implicacions filosòfiques i físiques d'una interpretació com aquella de l'enfocament de Boltzmann, i més tard explicaria que la seva utilització va ser "un acte de desesperació ... jo estava disposat a sacrificar qualsevol de les meves conviccions prèvies sobre la física."
El supòsit central que havia darrere de la nova derivació (la Llei de Planck que explica l'espectre d'emissió d'un cos negre), presentat a la DPG (Deutschen physikalischen Gesellschaft) el 14 de desembre de 1900, va ser la suposició, avui coneguda com a postulat de Planck, segona la qual l'energia electromagnètica podia ser emesa només de manera quantificada, en altres paraules, l'energia només pot ser un múltiple d'una unitat elemental {\displaystyle E=h\nu }, on h {\displaystyle h} és la constant de Planck, que havia estat introduïda el 1899, i {\displaystyle \nu } (la lletra grega ni) és la freqüència de la radiació. Cal fer notar que les unitats elementals d'energia aquí descrites han estat representadess per {\displaystyle h\nu } i no simplement per {\displaystyle h}. Els físics actuals anomenen fotons a aquests unitats, un fotó de freqüència {\displaystyle \nu } tindrà la seva pròpia energia específica i única. L'amplitud de l'energia a una freqüència donada és llavors una funció del nombre de fotons d'aquesta freqüència que es produeixen per unitat de temps.
En un principi, Planck va considerar que la quantificació era només "una hipòtesi purament formal ... en realitat jo no pensava gaire en això ..."; en l'actualitat aquest supòsit, incompatible amb la física clàssica, és considerat com el naixement de la física quàntica i el major èxit intel·lectual de la carrera de Planck. (Ludwig Boltzmann ja havia discutit en un document teòric del 1877 la possibilitat que els estats d'energia d'un sistema físic podrien ser discrets).
Una interpretació més profunda de les implicacions del treball de Planck va ser formulada per Albert Einstein el 1905 en relació amb el seu treball sobre l'efecte fotoelèctric, per aquesta raó, el filòsof i historiador de la ciència Thomas Kuhn argumenta que s'hauria d'atribuir més mèrit a Einstein que a Planck amb relació a la teoria quàntica, ja que Planck no va entendre en un sentit profund que estava "introduint la quantificació" com una entitat física real. Tanmateix, Planck va ser guardonat amb el Premi Nobel de Física del 1918 en reconeixement de la seva contribució a la mecànica quàntica.
El descobriment el 1899 de la constant de Planck li va permetre definir un nou sistema d'unitats, conegut com a unitats de Planck, al qual totes les unitats de mesura (longitud de Planck, temps de Planck, massa de Planck, temperatura de Planck) es basen en constants físiques fonamentals.
Posteriorment, Planck va intentar copsar el significat dels quants d'energia, però va ser en va. "Els meus intents infructuosos per a reintegrar d'alguna manera l'acció dels quants en la teoria clàssica es va allargar durant diversos anys i em va causar molts problemes". Alguns anys més tard, altres físics com Rayleigh, Jeans i Lorentz van intentar posar el valor de la constant de Planck a zero per tal d'alinear-la amb la física clàssica, però Planck sabia molt bé que aquesta constant té un valor precís diferent de zero i va expressar la seva incomprensió: Sóc incapaç de comprendre l'obstinació de Jeans.

## Relació amb Albert Einstein

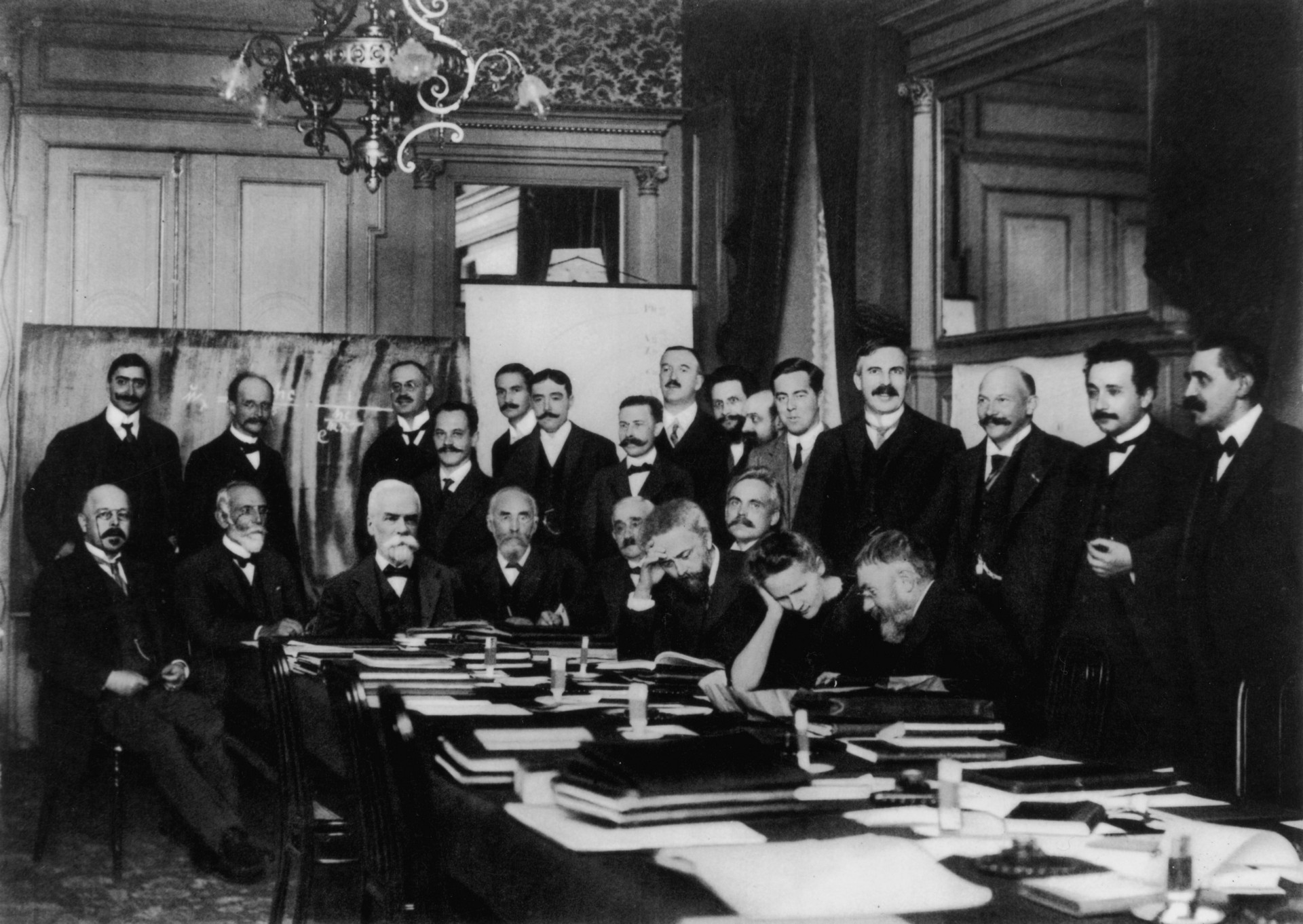
Primera Conferència Solvay l'any 1911. Max Planck està situat, a la fila posterior, el segon per l'esquerra

El 1905 es publicaren els primers estudis del desconegut Albert Einstein al voltant de la teoria de la relativitat, sent Planck uns dels pocs científics que van reconèixer immediatament la significació d'aquesta nova teoria científica.
Planck també va contribuir considerablement a ampliar la teoria de la relativitat. La hipòtesi d'Einstein sobre la lleugeresa del quàntum (el fotó), basada en el descobriment de Philipp Lenard de l'any 1902 sobre l'efecte fotoelèctric, va ser rebutjada inicialment per Planck, així com la teoria de James Clerk Maxwell sobre electrodinàmica.
L'any 1910 Einstein precisà el comportament anòmal de la calor específica en baixes temperatures com un altre exemple d'un fenomen que desafia l'explicació de la física clàssica. Planck i Walther Nernst per clarificar les contradiccions que apareixient en la física va organitzar la primera Conferència Solvay, realitzada a Brussel·les l'any 1911. En aquesta reunió Einstein finalment va convèncer Planck sobre les seves investigacions i els seus dubtes. A partir d'aquell moment uní una gran amistat entre Planck i Einstein, sent nomenat aquest últim professor de física a la universitat de Berlín mentre Planck en fou degà.
El 1918 fou guardonat amb el Premi Nobel de Física pel seu paper jugat en l'avanç de la física amb el descobriment de la teoria quàntica. Des de 1930, i fins al 1937, Planck fou cap de la Kaiser-Wilhelm-Gesellschaft zur Förderung der Wissenschaften (KWG, Societat de l'Emperador Guillem per a l'Avanç de la Ciència).

## Primera Guerra Mundial
A l'inici de la Primera Guerra Mundial Planck va fer seu l'entusiasme general del públic i va escriure: "més enllà del fet que és horrible, hi ha també quelcom que és inesperadament gran i bell: la suau solució dels més difícils problemes polítics interns per la unificació de totes les parts (i) ... l'exaltació de tot el que és bo i noble ".
No obstant això, Planck es va abstenir dels extrems del nacionalisme. El 1915, en un moment en què Itàlia estava a punt d'unir-se a les Potències Aliades, ell va votar positivament en un treball científic d'Itàlia, que va rebre un premi de l'Acadèmia Prussiana de les Ciències, on Planck va ser un dels quatre presidents permanents.
Planck també va signar l'infame "Manifest dels 93 intel·lectuals", un fullet de propaganda de guerra polèmic (mentre que Einstein va mantenir una actitud estrictament pacifista que gairebé el va portar al seu empresonament, tot i que es va salvar per la seva ciutadania suïssa). Però el 1915, Planck, després de diverses reunions amb el físic holandès Lorentz, va revocar parts del Manifest. Després, el 1916 es va signar una declaració contra l'annexionisme alemany.

## Últims anys
Durant la Segona Guerra Mundial Planck va intentar convèncer Adolf Hitler que perdonés els científics jueus. Erwin Planck, tercer fill de Max Planck, fou executat per alta traïció el 20 de juliol de 1944 per la suposada col·laboració d'aquest en l'intent d'assassinat del mateix Hitler. Davant la desil·lusió amb el règim nazi i les constants bombes caigudes sobre Berlín, la seva ciutat de residència, decidí moure's amb la seva família cap a Göttingen.
Max Planck morí el 4 d'octubre de 1947 a la ciutat de Göttingen. Després de la seva mort la KWG canvià de nom esdevenint la Max-Planck-Gesellschaft zur Förderung der Wissenschaften (MPG, Societat o Institut de Planck per al desenvolupament de la ciència).

## Reconeixements
- 1914: Membre estranger de l'Accademia Nazionale dei Lincei de Roma
- 1915: Pour le Mérite, Orden Pour le Mérite für Wissenschaften und Künste, l'orde del mèrit per a les Ciències i les Arts.
- 1918: Premi Nobel de física[1]
- 1927: Medalla Lorentz
- 1927: Medalla Franklin
- 1928: Adlerschild des Deutschen Reiches, premi atorgat pel president de la República alemanya.
- 1929: Medalla Copley
- 1929: Medalla Max Planck (conjuntament amb Albert Einstein)
- 1938: l'asteroide 1069 va ser anomenat "Stella Planckia" per la Unió Astronòmica Internacional.
- 1970: la Unió Astronòmica Internacional nomena un cràter de la Lluna amb el nom de Planck.[17]
- 2009, l'Agència Espacial Europea va llançar el satèl·lit Planck[18] com a part del seu programa científic Horizon 2000.

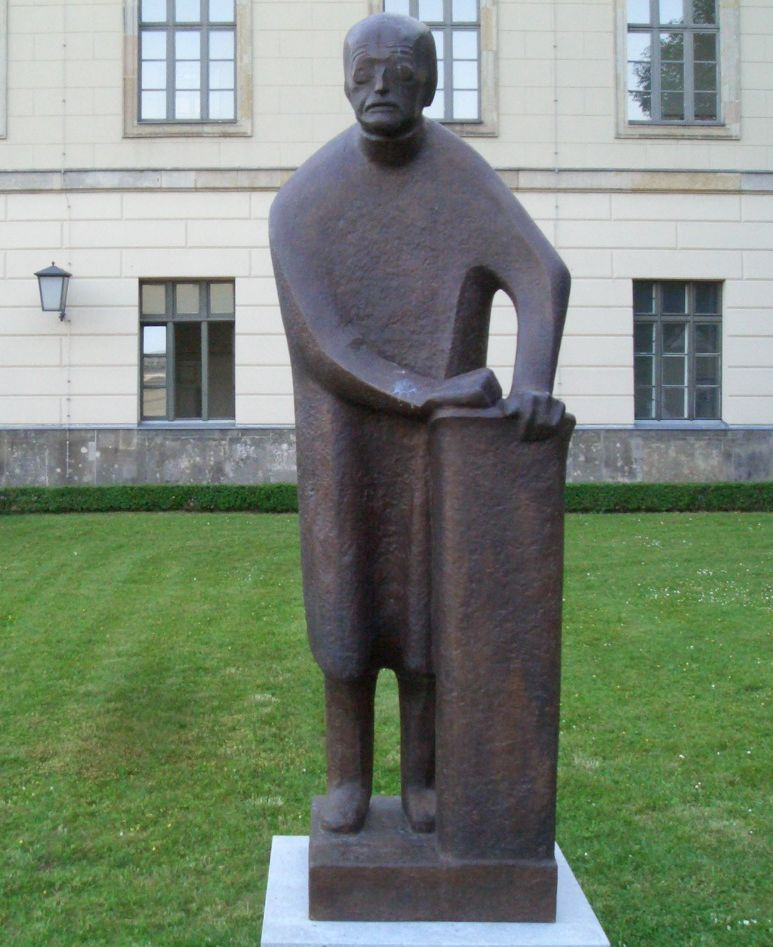
Monument a Max Planck a la Universitat Humboldt de Berlín, obra de Bernhard Heiliger del 1948/49
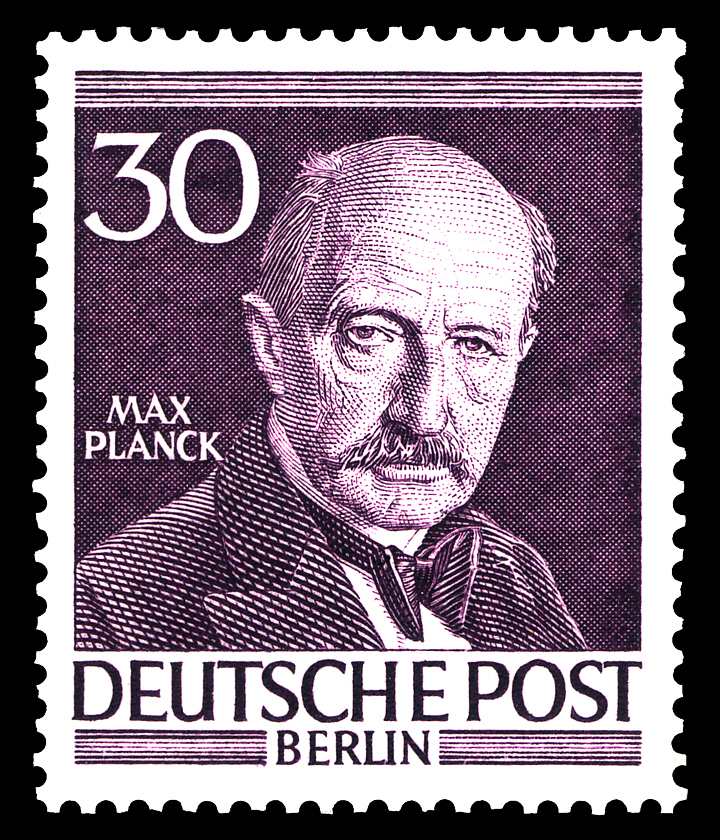
Segell del 1952
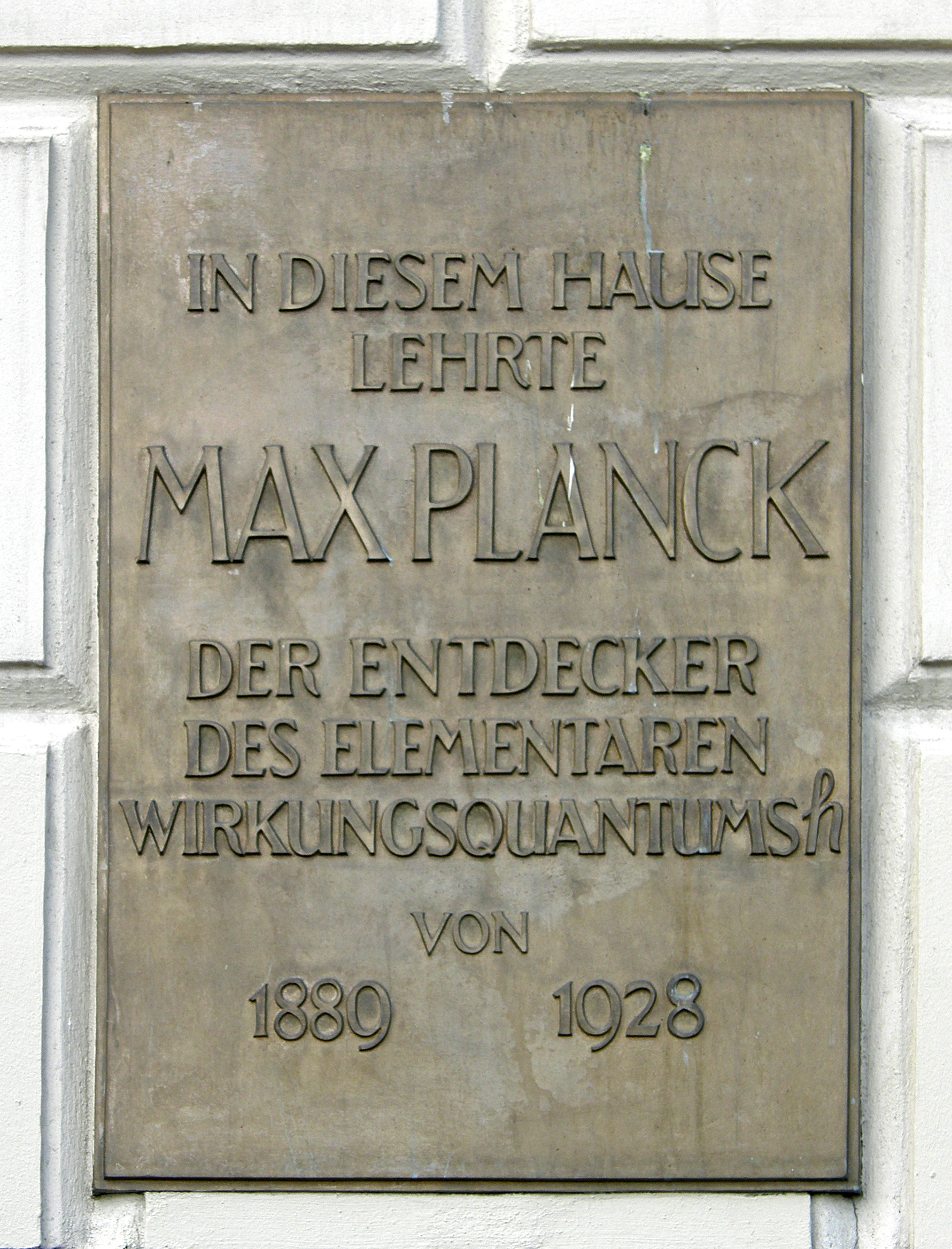
Placa a l'edifici principal de la Universitat Humboldt de Berlín, col·locada el 1958.
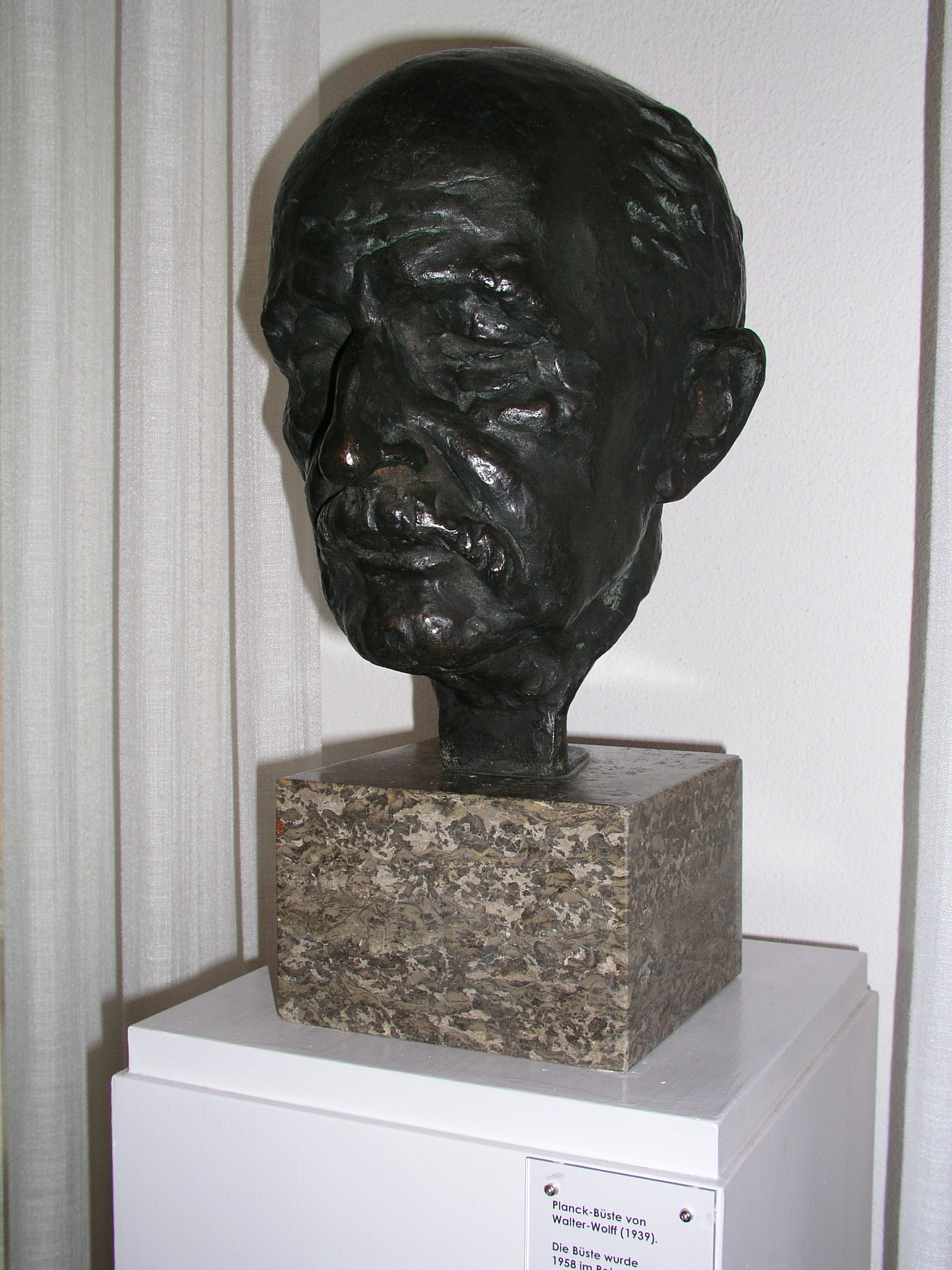
Bust de Planck a la Magnus-Haus de Berlín.
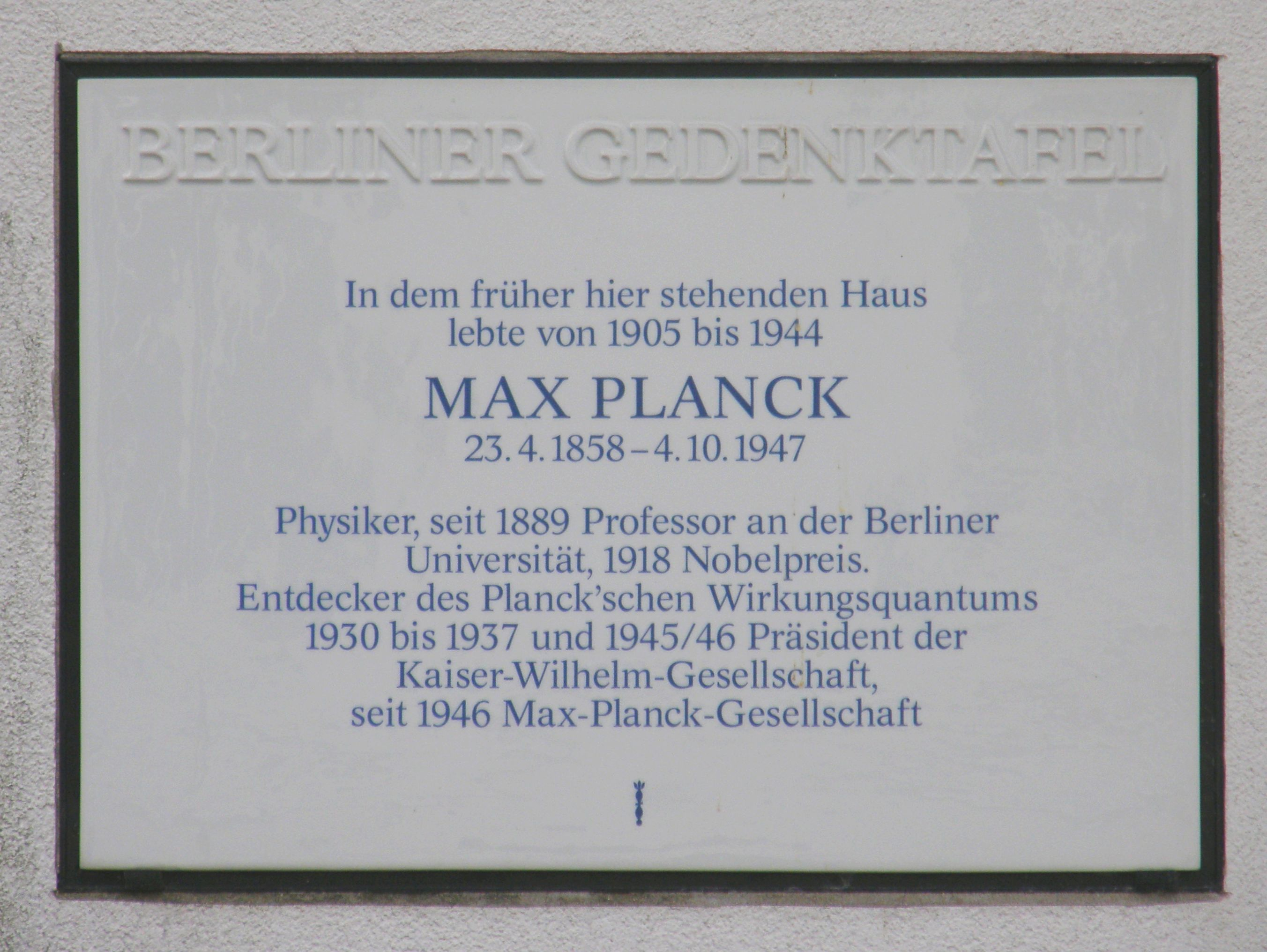
Placa en memòria de Max Planck a la seva casa de Grunewald. Posada el 4 d'octubre del 1989.
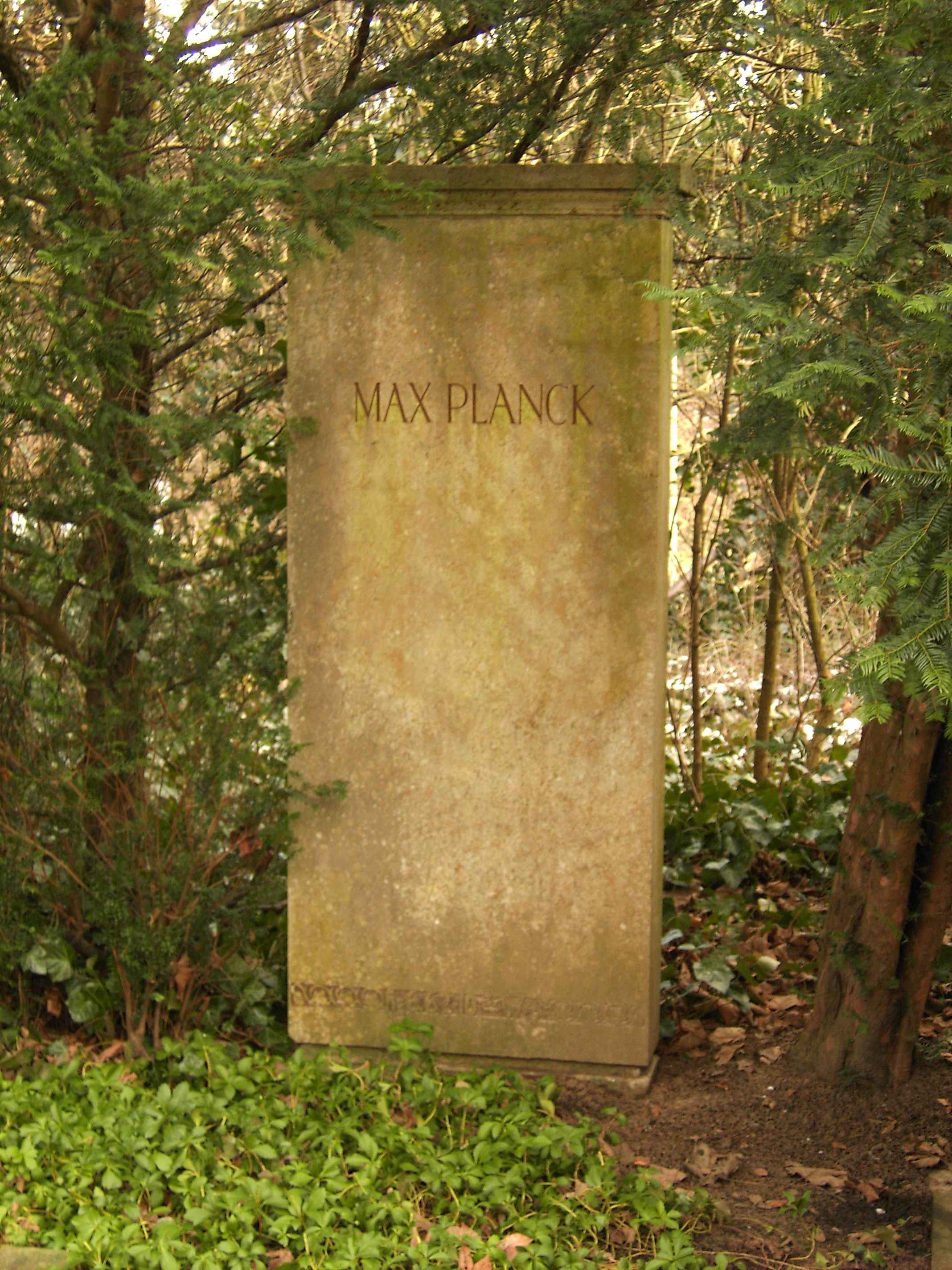
Tomba de Max Planck al Cementiri de Göttingen

## Obra seleccionada

### Escrits i conferències
- Über den zweiten Hauptsatz der mechanischen Wärmetheorie (Sobre el segon principi de la termodinàmica). Ackermann, Múnic 1879. (Tesi doctoral)
- Gleichgewichtszustände isotroper Körper in verschiedenen Temperaturen (Estats d'equilibri dels cossos isotròpics a diferents temperatures). Ackermann, Múnic 1880. (Tesi d'habilitació)
- Das Weltbild der neuen Physik (La visió del món de la nova física). Conferència, 18 de febrer del 1929, Departament de Física de la Universitat de Leiden
- Vom Wesen der Willensfreiheit und andere Vorträge (Sobre la naturalesa del lliure albir i altres documents), editat per Armin Hermann, Fischer Taschenbuch Verlag, Frankfurt, 1990, ISBN 3-596-10472-6.
Contingut: “Història del descobriment de la Constant de Planck, el principi de Hamilton, la naturalesa de la llum, causalitat i lliure albir, discurs a l'Acadèmia Prussiana de les Ciències, sobre la naturalesa del lliure albir la religió i la ciència, determinisme o indeterminisme, problemes evidents de la ciència, el sentit i els límits de les ciències exactes”.

### Article de revista
- Über eine Verbesserung der Wienschen Spektralgleichung (Sobre una millora de la llei de Wien). Verhandlungen der Deutschen physikalischen Gesellschaft. 2, 1900, S. 202–204. Über eine Verbesserung der Wienschen Spektralgleichung. (Hi ha una versió anglesa a: On an Improvement of the Wien's Law of Radiation).
- Zur Theorie des Gesetzes der Energieverteilung im Normalspektrum (Sobre la teoria de la llei de distribució de la radiació d'energia de l'espectre normal). Verhandlungen der Deutschen physikalischen Gesellschaft. 2, 1900, S. 237–245. Zur Theorie des Gesetzes der Energieverteilung im Normalspektrum Arxivat 2015-08-07 a Wayback Machine.. (Hi ha una versió anglesa a: On the Theory of Energy Distribution Law of the Normal Spectrum Radiation).
- Über das Gesetz der Energieverteilung im Normalspektrum. Annalen der Physik. 4, 1901, S. 553–563. (Hi ha una versió anglesa a: On the Energy Distribution Law in the Normal Spectrum Radiation).